# Martin Carruthers
Martin George Carruthers (Nottingham, 7 agosto 1972) è un allenatore di calcio ed ex calciatore inglese, di ruolo attaccante.

## Carriera

### Giocatore
Dopo aver giocato nelle giovanili dell'Aston Villa esordisce in prima squadra (e più in generale tra i professionisti) nel corso della stagione 1991-1992, nella quale all'età di 19 anni gioca 3 partite nella prima divisione inglese, alle quali aggiunge anche una presenza in FA Cup ed una presenza nella Full Members Cup; all'inizio della stagione 1992-1993 viene invece ceduto in prestito all'Hull City, con cui realizza 6 reti in 13 presenze in terza divisione: terminato il prestito fa ritorno all'Aston Villa, dove nel resto della stagione gioca solamente un'ulteriore partita (in prima divisione). Nell'estate del 1993 viene ceduto a titolo definitivo allo Stoke City, club di seconda divisione, dove trascorre due stagioni giocando da titolare ma senza mai segnare con continuità (34 presenze e 5 reti nella prima stagione, 32 presenze e 5 reti nella seconda stagione). Gioca con le Potteries anche nella stagione 1995-1996, in cui realizza 3 reti in 24 presenze, oltre che nelle prime settimane della stagione 1996-1997, in cui gioca un'ultima partita in seconda divisione, per complessive 119 presenze e 20 reti in competizioni ufficiali con i biancorossi.
Nel corso della stagione 1996-1997 si trasferisce al Peterborough Utd, con cui retrocede dalla terza alla quarta divisione, mettendo comunque a segno 4 reti in 14 partite di campionato; l'anno seguente realizza invece 15 reti in 39 presenze in quarta divisione, per poi nel gennaio del 1999 dopo ulteriori 2 reti in 14 presenze passare in prestito allo York City, con la cui maglia gioca ulteriori 6 partite in quarta divisione. Conclude infine la stagione 1998-1999 realizzando 2 reti in 11 presenze con il Darlington, sempre in quarta divisione; rimane con i bianconeri anche nella prima parte della stagione 1999-2000, in cui gioca 6 partite senza mai segnare. Si trasferisce poi a campionato iniziato allo Southend Utd, dove vive una delle migliori stagioni in carriera realizzando 19 reti in 38 presenze in quarta divisione, a cui aggiunge ulteriori 7 reti in 32 presenze nella stagione 2000-2001, terminata la quale si trasferisce allo Scunthorpe Utd: con gli Irons realizza una rete in 8 presenze nella parte finale della stagione 2000-2001, mentre nel biennio successivo gioca stabilmente da titolare in quarta divisione. In particolare, nella stagione 2001-2002 mette a segno 13 reti in 33 presenze, a cui aggiunge 20 reti in 45 presenze nella stagione 2002-2003. Nell'estate del 2003 si trasferisce al Macclesfield Town, altro club di questa stessa categoria, dove pur giocando da titolare (39 presenze) non va in doppia cifra di reti segnate (realizza infatti 8 gol). Trascorre poi un'ultima stagione, la 2004-2005, in quarta divisione, diviso fra Boston Utd, Lincoln City e Cambridge Utd: fra tutti e tre i club gioca complessivamente 22 partite, nelle quali non realizza però nessuna rete, arrivando così ad un bilancio totale in carriera di 415 presenze e 110 reti nei campionati della Football League. Continua poi a giocare a livello semiprofessionistico fino al 2014, all'età di 42 anni, ricoprendo per alcuni anni anche il doppio ruolo di giocatore ed allenatore.

### Allenatore
La sua prima esperienza in panchina, all'Arnold Town, dura dal 2009 al 2012, nella Northern Counties East Football League (nona divisione). L'esperienza successiva, al Basford Town, è invece ricca di successi: dopo un campionato vinto da giocatore nella stagione 2012-2013 (con promozione dalla decima alla nona divisione), nella stagione 2013-2014 gioca in Northern Counties East Football League (nona divisione) conquistando un quinto posto in classifica. Per la stagione successiva il club viene trasferito nella Midland League (sempre nona divisione), campionato che vince, con conseguente promozione nella Division One della Northern Premier League (ottava divisione), campionato che viene vinto nella stagione 2017-2018, con conseguente promozione in Northern Premier League (settima divisione); nel corso di questi anni il club conquista inoltre anche quattro Notts Senior Cup. Al termine della stagione 2018-2019 Carruthers lascia il Basford United e va ad allenare il Quorn, nella United Counties League (nona divisione); dopo pochi mesi si dimette però dall'incarico per andare all'Ilkeston Town, in Northern Premier League Division One South East (ottava divisione). Il 6 settembre 2022, dopo la vittoria del campionato nella stagione precedente, si dimette dall'incarico.

## Palmarès

### Giocatore

#### Competizioni regionali
- East Midlands Counties Football League: 1

Basford United: 2012-2013
- East Midlands Counties Football League Cup: 1

Basford United: 2012-2013

### Allenatore

#### Competizioni regionali
- Northern Premier League Division One: 2

Basford United: 2017-2018
Ilkeston Town: 2021-2022
- Midland League: 1

Basford United: 2014-2015
- Notts Senior Cup: 4

Basford United: 2014-2015, 2015-2016, 2017-2018, 2018-2019